# Cathédrale d'Aversa
La cathédrale d'Aversa est une église catholique romaine d'Aversa, en Italie. Il s'agit de la cathédrale du diocèse d'Aversa.